# TAS競速
TAS，全称Tool-Assisted Speedrun，即“工具辅助速通”。亦称Tool-Assisted Superplay。是指以完全不变动游戏本体为前提，利用游戏机模拟器的辅助功能，以极高的精度完成游戏的一种游戏方式。早期TAS影片以通关速通类为主，随着TAS创作范畴的扩大，S也采用为了Superplay的缩写。

## 历史
TAS起源于1999年，一般认为其诞生自《毁灭战士》源代码的一个修改版本。这个版本由玩家Andy "Aurican" Kempling修改并发布，使得游戏可以慢速运行，并可以纪录操作过程，由此诞生了第一部具有TAS性质的演示录像。
1999年6月，Esko Koskimaa、Peo Sjoblom和Joonatan Donner开设了第一个共享TAS演示的站点，首次将此类称为“TAS”。
2000年，日本知名游戏速通网站High Level Challenge的管理者カシオン认为，“如果模拟器录制具有可以随时中断，并可重新录制的功能的话，一定会很有趣”。这一想法引起了FC模拟器Famtasia的作者Nori的关注，进而在新版的Famtasia中加入了重录功能。同年，わいわい利用Famtasia制作出了FC平台上第一部TAS录像“超级马里奥速通”。这部影片给日后推动TAS发展的Morimoto留下了深刻影响。
2003年，Morimoto利用Famtasia制作的《超级马里奥3》的TAS视频发布在了Yarukinasu网站，使当时对TAS闻所未闻的人们惊叹不已。Morimoto在他的网站上说明了通关过程，但是许多人却感觉受到蒙骗，批评该视频使TAS技术使用的不合理性。这是第一个引起广泛关注的TAS视频，并为TAS的普及做出了巨大贡献。
同年，一直在Yarukinasu论坛上活动的Joel "Bisqwit" Yliluoma受到Morimoto视频的激发，从12月6日开始，逐步创设了NESvideos网站，为FC平台的TASer及其TAS作品创立了一个平台。随着其他平台的模拟器上运行TAS功能的添加，各大游戏平台的TAS作品也更加丰富。在2006年，网站即更名为TASVideos（页面存档备份，存于）。TASVideos已是目前最权威的TAS网络社区，收集了世界各地的TASer们的TAS世界纪录。

## 特徵
廣義來說，這是一種利用遊戲外掛來增進遊戲趣味的方式。跟著重以實時、實力完成遊戲為目標的「競速破關（Speedrun）」，或稱「RTA 競速（Real Time Attack）」相對。在真人對戰（電競場合） / RTA競速上使用 TAS 作比拼則算是遊戲作弊。
但技術層面上 TAS 與金手指不同；
TAS 的原則是模擬原有機台的控制器輸入，在模擬器上模擬出真人玩家難以穩定達到的高水準遊玩；而在金手指上可以透過修改遊戲數據（包括但不限於無敵狀態）而達致刀槍不入，而 TAS 只能透過模擬精準細緻的操控達成極度靈敏的迴避效果。
然而即使 TAS 基本上是模擬控制器的合法輸入，太極端的按鍵組合，比如在同一控制器上同時按下十字鍵同一軸的兩邊（左+右），在實體控制器上可能需要透過硬體改造達成，而 TAS 是可以輕易模擬到的，RTA 玩家社群是否接受需要硬體改造的技巧也各有不同的取態。
因此 TAS 的展示影片往往帶有一般玩家 / RTA 玩家望塵莫及的技巧和速度，除了展示速度外 TAS 還可以展示利用精準的一連串輸入鑽遊戲漏洞（BUG），具娛樂性之餘也帶給玩家思考提升技術的機會，甚至為 RTA 競速者提供靈感。

## 制作技巧
TAS主要透過下列幾種方式來達成。
模擬器（Emulator）、輸入檔（Input File）
模擬器 是指在現代的電腦架構（例如 x86、ARM）和操作系統環境下模擬遊戲機硬體，在操作系統環境下輸出遊戲內容。
輸入檔 是指一種類似批次檔的腳本文件，用以記錄玩家的操作用作回放，包括按鍵和類比搖桿的座標。
存档（Savestate）、回退（Undo）与重錄（Re-Record）
存档 是所有 TAS 的最主要的共通技巧。製作 TAS 的存檔跟一般遊戲的存檔機制（Save/Load）不同，當重新載入 Savestate 會讀取存檔當下的遊戲狀態；而從 Save/Load 載入遊戲會從遊戲預設的狀態繼續遊玩。
Savestate 的作用是給玩家在發生錯誤的時候 回退 到之前的狀態，重新進入發生錯誤的段落進行修正。
如是者，一個時間較長、操作較精密的 TAS 展示視頻的 重錄 次數會達至數萬次至上百萬次。
慢動作 和 Frame Advance
利用模擬器調整遊戲回放速度可以將遊戲速度降低，甚至降到逐帧操作，讓玩家能夠逐幀前進輸入按鍵。这不仅可以保证完美的输入，还可以做到许多正常游戏时不能达成的极限输入。比如特定搖桿角度和位置是人類難以穩定重現的。
記憶體瀏覽（Memory Watch）和 操纵随机数 （RNG, Luck Manipulation）
利用辅助工具，將畫面上無法看見但是實際存在於記憶體中的特定數據顯示出來，這些數據基於玩家的操作、進度、遊戲內的偽隨機數而變化：
基於玩家操作可知的資料例如座標、速度、狀態；而根據遊戲內的偽隨機數變化的則有寶箱的內容，敵人、陷阱的出現時機和動作等等，以此来计算最佳的游戏策略。
挖掘程式錯誤（BUG）和密技（Glitch）
TAS 所用的密技是指利用 BUG 而創造的密技，這些密技都在 TAS 的極限操作下實現，輕則讓玩家複製物品、穿牆、瞬間移動到其他關卡；重則利用算術溢出、任意代码执行等令遊戲崩潰。遊戲開發者通常只會修正較容易發現的 BUG 和在一般人操作下出現的 BUG，這些極限情況下出現的 BUG 都可能在開發者的預料之外。

## 目的
1. 探討理論上達成遊戲目標所需的最短時間。
2. 藝術性創作。
3. 娛樂性創作。

## 外部連結
- TASVideos（页面存档备份，存于） （英文）
- TASLabo （日語）
- TAS的歷史（页面存档备份，存于） （日語）
- TAS專有名詞（页面存档备份，存于） （日語）
- High Level Challenge! （日語）
- EnterPlayment.net（页面存档备份，存于） （英文）